# Българско човеколюбиво настоятелство
Българското човеколюбиво настоятелство е обществена организация съществувала в Румъния (основано в Букурещ) в периода от 21 август 1875 г. до юли 1876 г., когато то се преустройва в Българско централно благотворително общество.
Настоятелството е създадено от представители на умерените революционни кръгове на българската емиграция, привърженици на Киряк Цанков. То си поставя задача да помага на пострадалите в хода на потушаването на Въстанието в Босна и Херцеговина (т.нар Херцоговско въстание от 1875 г.). След избухването на Априлското въстание всячески подпомага българското население като най-значимият акт на действие е материалната помощ и въоръжаване на четата на Христо Ботев.